# Caseopsis
Caseopsis é um gênero de sinapsídeo do Permiano Inferior da América do Norte. Há uma única espécie do gênero Caseopsis agilis. Seus restos fósseis foram encontrados na formação Médio San Angelo, no condado de Knox, Texas. Era herbívoro e media 3 metros de comprimento.